# تسویوشی کینو
تسویوشی کینو (ژاپنی: 木野 強؛ زادهٔ ۲۸ ژوئن ۱۹۶۷) یک بازیکن فوتبال اهل ژاپن است.
از باشگاه‌هایی که در آن بازی کرده‌است می‌توان به باشگاه فوتبال اوراوا رد دیاموندز اشاره کرد.